# Босодзоку
Босодзоку (яп. 暴走族 бо:со:дзоку, букв. «агрессивный гоночный клан») — полукриминальная субкультура байкеров, насчитывавшая в 1982 году более 42,5 тысяч человек. Босодзоку — одна из самых известных субкультур Японии. Они появились как субкультура, состоящая из криминальных группировок лихачей-мотоциклистов, а вскоре часть босодзоку перешла на автомобили. Впоследствии основная часть попыталась дистанцироваться от криминала, сохранив при этом «легальный» образ жизни «банд мотоциклистов».

## История

### 1972—1978 годы
Первоначально их именовали каминаридзоку (яп. 雷族, «кланы грома»). Народная молва видела в них экс-камикадзе, из-за окончания войны не успевших отдать свои жизни за императора и стремящихся к острым ощущениям. Иногда их просто называли «байкерскими бандами». Современное название субкультуры появилось случайно в июне 1972 года:
Во время репортажа о драке банд с участием байкеров перед вокзалом в Токояме местная телестанция из Нагои соединила слова «гонки» (яп. 暴走 бо:со:) с «семья, племя, клан» (яп. 族 дзоку). «Бо:» из «бо:со:» имеет также значение «насилие», как и в слове «бо:рёкудан» (яп. 暴力団, гангстер), как часто называют якудза. Таким образом, смысл слова «босодзоку» можно передать только с помощью кандзи.
Центром зарождения движения был восток страны. В 1972—1974 годах босодзоку Хонсю поучаствовали в 84 криминальных инцидентах и конфликтах. В первой половине 1975 года количество босодзоку уже составляло 571 клан по всей стране общей численностью 23 000 человек. Большинство из них были вооружены и агрессивны, что вынудило кланы принимать дополнительные меры для защиты. Конфликты между ними стали масштабными и часто перерастали в крупные беспорядки.

### 1990—2006 годы
В 2002 году в связи с распространением банд босодзоку в Хиросиме власти Японии приняли указ, предписывающий покончить с босодзоку в городе. В 2004—2005 годах ужесточается дорожное законодательство и численность босодзоку резко уменьшается. Одновременно с этим босодзоку постепенно стареют. В 2008 году среди арестованных за незаконные гонки байкеров двоим было по 50 лет. До этого, ещё в 2006 году, средний возраст босодзоку составлял 30—40 лет.

### Наше время
Босодзоку были настолько неуправляемыми и скандальными, что в конце концов правительству Японии, чтобы их обуздать, пришлось создать специальные исправительные учреждения. Сейчас движение босодзоку постепенно идёт на спад, многие бывшие кланы босодзоку переквалифицировались в «старые байкерские клубы» (яп. 旧車會 кю:сякай, дословно «старое мотоциклетное [машинное] общество»). Нынешние босодзоку — взрослые байкеры, вся деятельность которых находится в рамках закона. Считается, что закат субкультуры обеспечила полиция, создавшая жёсткую систему наказаний за типичные для босодзоку нарушения: например, японская автоинспекция усложнила для несовершеннолетних получение водительских прав и покупку мотоциклов. Это привело к тому, что взамен «агрессивным бандам мотоциклистов» появилось такое явление, как «агрессивные банды велосипедистов», ездившие на велосипедах в стиле босодзоку.

## Криминальный элемент
Из-за борьбы с босодзоку (и во многом разгульного образа жизни их самих) многие подростки оказались в колониях для несовершеннолетних и через них ещё больше приблизились к криминальному миру. Страсть к театральным эффектам, хулиганским поступкам, осуждение со стороны СМИ и общества создали босодзоку устойчивую негативно-скандальную репутацию. Всё это подталкивало их к связи с якудза, вплоть до превращения босодзоку в бойцов и исполнителей разной грязной работы для некоторых мафиозных кланов, видевших в гонщиках потенциальных рекрутов для пополнения группировок. Демонстрация взаимных симпатий между частью босодзоку и некоторыми представителями японской мафии также была выгодна обеим сторонам. В противовес подобной практике часть босодзоку пошла на открытую конфронтацию с якудза. Одним из самых известных борцов против криминализации субкультуры стал Макото, основавший для этих целей «Йокогамский альянс», однако он сам был приговорён к тюремному заключению за нападение на одного из членов своей группировки, который, как оказалось, торговал наркотиками.

## Тюнинг

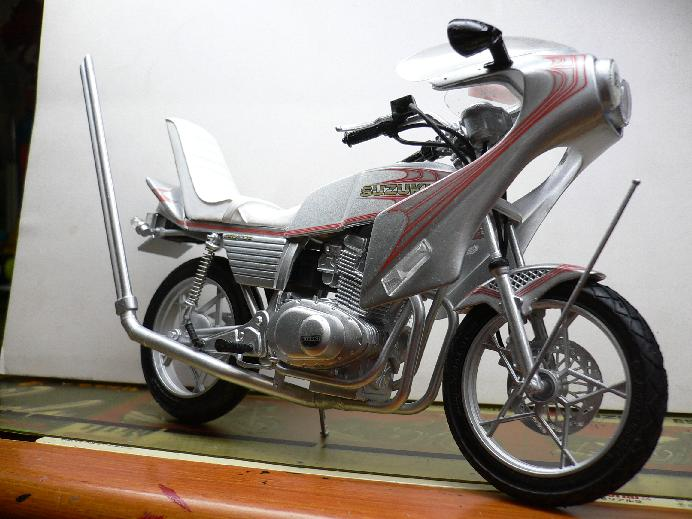
Suzuki Gsx400 в стиле босодзоку

Одна из самых примечательных особенностей субкультуры босодзоку — тюнинг их мотоциклов и автомобилей. Стиль босодзоку включает пять направлений тюнинга:
1. Сякотан является исторически первым и классическим стилем босодзоку; основной его элемент — спортивные машины с заниженной подвеской.
2. Янки-стайл представляет собой псевдогавайский стиль, навеянный гавайскими рубашками и белыми брюками из 70-80-х годов XX века. Большинство босодзоку того времени следовали этой моде и после того, как она прошла, выделились в отдельное направление.
3. Вип-стайл — современное веяние в субкультуре босодзоку, который, в отличие от других подвидов, ориентируется прежде всего на современные машины представительского класса.
4. Кося предпочитают японские автомобили 1980-х годов XX века[4].
5. Гратян основан на дизайне гоночных машин «Фудзи Спидвей»[4].

## Эстетика и культура
По мнению исследователя Икуи Сато, босодзоку воспринимают свою жизнь как некое театральное действо. По его словам, «улица была их „сценой“, маршрут — „сценарием“, а „костюмами“ были „токкофуку“». Он выделил эту «игру» как наиболее важный аспект и назвал его «Герой субботнего вечера».
Другим важным атрибутом этой субкультуры являются униформы «токкофуку» (яп. 特攻服 токко:фуку, буквально «особая специальная форма»), представляющие собой военную форму времён Второй мировой войны. Она состоит из обуви лётчиков ВВС Японии, длинных плащей со старыми патриотическими лозунгами и брюк. Эта униформа возникла в 1972 году под влиянием формы камикадзе и была призвана доказать самим босодзоку, что они не просто банда хулиганов, а вершители молодёжного бунта своего времени. На спине токкофуку любой банды есть надпись, выполненная кандзи и означающая название банды и её суть. Самые знаменитые из них — Specter (с англ. — «Призрак») и Black Emperor (с англ. — «Чёрный император»), самая могущественная и опасная банда босодзоку, носящая на своём токкофуку нацистскую свастику. «Чёрному императору» посвящён документальный фильм «God Speed You! Black Emperor» режиссёра Мицуо Янагимати. Также на токкофуку часто можно увидеть такие символы, как хиномару вида времён Японской империи и императорская хризантема, традиционно воспринимаемые в Японии как символы крайне правых взглядов. Однако в остальном босодзоку не демонстрируют каких-либо политических взглядов и их праворадикальная ориентация остаётся крайне спорной.

## Босодзоку в поп-культуре
- Кисидан[англ.] (яп. 氣志團 кисидан) — японская поп-рок-группа, пародирующая стилистику босодзоку.
- Kamikaze Girls — фильм о дружбе сладкой лолиты и девушки из босодзоку, которую исполняет Анна Цутия.
- Аниме «Акира» — у банды Канэды и Тэцуо просматриваются черты босодзоку: тюнингованные мотоциклы, агрессия по отношению к другим бандам и т. д.
- Аниме «Токийские мстители» по манге Кэна Вакуи. Главный герой попадает под поезд и перемещается на 12 лет назад, а затем попадает в байкерскую банду «Токийская свастика».
- В манге Crows встречается много банд, характеризующих эту эпоху, большая часть сюжета также основывается на этом.
- Аниме «Крутой учитель Онидзука» — главный герой Онидзука Эйкити и его одноклассник Рюдзи являются бывшими участниками одной из банд босодзоку.
- Манга Bakuon Rettō — частично автобиографическая манга о подростке, вступившем в 1980-х годах в банду босодзоку.

### На английском языке либо переведённая на английский
- Sato, Ikuya. Kamikaze Biker: Parody and Anomy in Affluent Japan
- Fujisawa Toru. Shonan Junai Gumi (яп. 湘南純愛組！). Shonen Magazine Comics. ISBN 4-06-312257-3
- Greenfeld, Karl Taro. Speed Tribes: Days and Nights with Japan’s Next Generation. New York: HarperCollins, 1994. ISBN 0-06-092665-1.
- Sato, Ikuya. Kamikaze Biker: Parody and Anomy in Affluent Japan. Chicago: University of Chicago Press, 1998. ISBN 0-226-73525-7.
- Sasaki, Hiroto, and Tokoro Jewzo. Bukkomi no Taku: Kaze Densetsu (яп. 特攻の拓). Shonen Magazine Comics. ISBN 4-06-312449-5.
- Yoshinaga, Masayuki. Bosozoku. London: Trolley Books, 2002. ISBN 0-9542648-3-5.

### На японском языке
- 『世界大百科年鑑スペシャル 1973〜79』 平凡社 1980年5月10日
- 『世界大百科年鑑 1981』 平凡社 1981年4月20日
- 『世界大百科年鑑 1982』 平凡社 1982年4月12日
- 『暴走族のエスノグラフィー―モードの叛乱と文化の呪縛』 佐藤郁哉著 新曜社 1984年10月